# Azteca australis
Azteca australis is een mierensoort uit de onderfamilie van de Dolichoderinae. De wetenschappelijke naam van de soort is voor het eerst geldig gepubliceerd in 1942 door Wheeler, W.M..